# Jean-Pierre Sueur
Pour les articles homonymes, voir Sueur (homonymie).
Jean-Pierre Sueur, né le 28 février 1947 à Boulogne-sur-Mer (Pas-de-Calais), est un linguiste et homme politique français.
Membre du Parti socialiste, il est député du Loiret de 1981 à 1991, secrétaire d'État chargé des Collectivités locales de 1991 à 1993 et maire d'Orléans de 1989 à 2001. Sénateur du Loiret depuis 2001, il préside la commission des Lois du Sénat de 2011 à 2014 et est questeur du Sénat de 2020 à 2023.

## Situation personnelle
Jean-Pierre Sueur est né le 28 février 1947 à Boulogne-sur-Mer (Pas-de-Calais). Son père est journaliste à Nord Éclair et sa mère couturière.
Étudiant à l'École normale supérieure de Saint-Cloud, Jean-Pierre Sueur est agrégé de lettres modernes. À partir de 1973, il devient assistant, puis  maître-assistant puis maître de conférences en linguistique à l'université d'Orléans, dans le quartier de La Source. À partir de 1981, il met sa carrière universitaire en pause pour se consacrer à la politique. Il reprend toutefois l'enseignement après sa défaite aux élections législatives de 1993.
Avec son épouse Monique Pontier, il a trois filles et sept petits-enfants. Il est le père de Catherine Sueur, énarque, polytechnicienne, haute fonctionnaire et cheffe du service de l'Inspection générale des finances à partir de mai 2022.

## Parcours politique

### Débuts
Durant ses études, il est engagé au sein de Jeunesse étudiante chrétienne. Il rejoint parallèlement le Parti socialiste unifié à partir de 1967 ; il y rencontre alors Michel Rocard. Avec l'essentiel des rocardiens, il rejoint le Parti socialiste en 1974. Se réclamant de la gauche « moderne, social-démocrate et européenne » et de Pierre Mendès France,, il sera qualifié de « rocardien » tout au long de sa carrière,.

### Député
Il est élu député lors de la « vague rose » de 1981, dans une circonscription qui avait pourtant voté en faveur de Valéry Giscard d'Estaing quelques mois plus tôt. Dans la 1re circonscription du Loiret, il bat le député sortant Jacques Douffiagues avec près de 52 % des voix. Il est réélu à la proportionnelle en 1986 puis remporte un troisième mandat en 1988 avec environ 51 % des suffrages face à Antoine Carré (UDF). Son mandat prend fin lors de sa nomination au gouvernement en juin 1991.
Durant ses dix années de mandat, il est membre de la commission des Affaires culturelles, familiales et sociales de l'Assemblée nationale. Il s'investit notamment sur le thème de l'enseignement. Parlementaire en mission, il rédige un rapport sur le volontariat des retraités et préretraités intitulé Changer la retraite.
En 1993, il arrive en tête du premier tour des élections législatives avec 26,1 % des voix, devant une droite divisée entre le maire de Saint-Jean-le-Blanc Antoine Carré (UDF, 25,9 %) et la maire de La Ferté-Saint-Aubin Annick Courtat (RPR, 19,3 %). Dans un contexte national de déroute du Parti socialiste (qui passe de 258 à 52 députés), il est battu au second tour par Antoine Carré avec 45 % des suffrages contre 55 % pour le maire de Saint-Jean-le-Blanc. Jean-Pierre Sueur souhaite prendre sa revanche lors des élections de 1997. Il arrive en deuxième position du premier tour juste derrière Antoine Carré (32,92 % contre 32,99 %) puis est battu au second tour avec 48,9 % des voix contre 51,1 % pour le député sortant.

### Maire d'Orléans
Il est candidat aux élections municipales de 1983 à Orléans. Il est cependant battu par Jacques Douffiagues (UDF), qu'il avait battu deux ans plus tôt aux législatives. Il devient alors conseiller municipal d'opposition.
En 1989, il est à nouveau tête de liste aux élections municipales. Il remporte l'élection avec environ 51 % des voix face au maire sortant UDF Jean-Louis Bernard, qui avait succédé à Jacques Douffiagues, démissionnaire quelques mois plus tôt. En 1995, Jean-Pierre Sueur est candidat à un second mandat, affrontant une nouvelle fois Jean-Louis Bernard. Bien qu'il soit salué pour avoir « donné un nouvel élan à la ville », il a perdu son siège de député deux ans plus tôt et Jacques Chirac a rassemblé 56 % des voix quelques mois plus tôt à l'élection présidentielle. Il arrive cependant largement en tête du premier tour, et bat Bernard au deuxième tour avec plus de 57 % des suffrages.
Durant son mandat, il lance plusieurs projets d'envergure : la première ligne du tramway d'Orléans, le Zénith, la médiathèque, le pont de l'Europe ou encore le prolongement des Mails. Avec son adjoint aux finances Charles Renard, qui fut notamment président de chambre régionale des comptes, il assainit par ailleurs les finances de la ville et réduit son endettement.
Lors des élections municipales de 2001, sa liste arrive en deuxième position du premier tour avec 42,5 % des voix, devancée de peu par la liste du RPR Serge Grouard (44 %). Les listes d'extrême gauche, qui totalisent 13,5 % des suffrages, ne peuvent pas se maintenir au second tour. Jean-Pierre Sueur est battu au second tour en rassemblant 47,6 % des voix face à la droite. Sa défaite est alors considérée comme une surprise,.
En 2008, Jean-Pierre Sueur tente de reconquérir la mairie d'Orléans face à la liste du maire sortant, rejoint par le MoDem et quelques dissidents socialistes. Contrairement à 2001, il s'allie au Parti communiste dès le premier tour et mène une liste PS-PCF-Verts intitulée « Orléans Gagnant pour tous ». L'équipe sortante arrive cependant largement en tête du premier tour, manquant l'élection d'environ 200 voix. Sa liste est battue au deuxième tour avec 48,6 % contre 51,4 % pour celle du maire. Après sa défaite, il annonce son retrait de la vie politique locale et quitte le conseil municipal.

### Secrétaire d'État
Le 15 mai 1991, il est nommé secrétaire d’État chargé des Collectivités locales auprès du ministre de l'Intérieur Philippe Marchand au sein du gouvernement Édith Cresson. Il est reconduit sous le gouvernement Pierre Bérégovoy auprès de Paul Quilès et restera en poste jusqu'au 29 mars 1993.
Pendant son passage ministériel, il a présenté et défendu plusieurs projets de loi :
- Loi sur l'administration territoriale de la République (qui a instauré les communautés de communes)[26] ;
- Loi sur les conditions d'exercice des mandats locaux[27] (qui a posé les bases d'un « statut de l'élu », instaurant un droit à la formation) ;
- Loi portant réforme des opérations funéraires (mettant fin au monopole et donnant des garanties de transparence aux familles)[28] ;
- Loi sur la protection sociale des sapeurs-pompiers volontaires[29] ;
- Loi sur l'action culturelle des collectivités locales (qui a permis aux communes d'apporter des aides aux cinémas afin de soutenir le réseau des salles d'art et d'essai et de financer les bibliothèques - et médiathèques - municipales à vocation régionale)[30].

### Sénateur
Il est élu sénateur du Loiret le 23 septembre 2001, à la proportionnelle. Le 25 septembre 2011, il est candidat à un second mandat lors d'une élection au scrutin majoritaire. Bien que le Loiret soit historiquement ancré à droite, il est réélu dès le premier tour avec 51,2 % des voix. Le 24 septembre 2017, il remporte un troisième mandat : la liste socialiste qu'il mène arrive en tête avec 34,5 % des suffrages, devant deux listes de droite (à 25,2 et 21,8 %).
Membre du groupe socialiste, il siège à la Commission des lois constitutionnelles, de législation, du suffrage universel, du Règlement et d'administration générale, dont il est vice-président de 2008 à 2011, président de 2011 à 2014 et une seconde fois vice-président de 2014 à 2020.
En juillet 2018, il est co-rapporteur de la commission sénatoriale d'enquête chargée de l'affaire Benalla.
En 2020, il est désigné par le groupe socialiste et républicain pour devenir l'un des trois questeurs du Sénat, chargé de l'administration et du budget de la haute assemblée. Il reste membre de la commission des Lois. Il est juge suppléant à la Cour de justice de la République, président du groupe France-Tunisie du Sénat, vice-président de l'Union interparlementaire et secrétaire de la section française de l'Association parlementaire de la francophonie.
Après plus de quarante ans de vie politique, il annonce son intention de se retirer à l'issue des élections sénatoriales de 2023.

## Publications en linguistique française et sur Charles Péguy

### Travaux sur la linguistique française

#### Les modalités
Jean-Pierre Sueur a publié un certain nombre d'articles dans le domaine de la linguistique. La majorité d'entre eux porte sur la syntaxe et la sémantique des verbes et adverbes de modalité. Ils reprennent la quasi-totalité des chapitres de sa thèse de doctorat de troisième cycle intitulée Étude sémantique et syntaxique des verbes DEVOIR et POUVOIR. Recherches sur les modalités en grammaire.
- À propos des restrictions de sélection : les verbes DEVOIR et POUVOIR[37]
- Quantificateurs et modalités[38]
- Adverbes de modalité et verbes modaux épistémiques[39]
- Une analyse sémantique des verbes DEVOIR et POUVOIR[40]
- Les verbes modaux sont-ils ambigus[41] ?
- Les verbes modaux : construction et déconstruction du sens[42]

#### La grammaire du discours
- Étude de la structure syntaxique de titres de journaux[43], Ce mémoire d'étude de Jean-Pierre Sueur constitue son premier travail de recherche dans le domaine de la grammaire du discours. Ce mémoire est une analyse de la structure syntaxique de titres de deux journaux : France Soir et Le Monde. L'objet de cette recherche n'était pas d'étudier ce que ces titres ont de différent ; au contraire, Jean-Pierre Sueur s'attache à voir ce qu'il y a de commun dans l'un et dans l'autre, quant à la structure des titres. Ces deux journaux s'adressent à des publics différents, ne traitent pas des mêmes sujets, usent d'un lexique et de formes syntaxiques en partie différents. L'unité sera donc recherchée dans le fonctionnement d'un ensemble structuré d'énoncés, liés à la fonction du journal.
- Syntaxe, lexique et énonciation dans quelques résolutions syndicales[44]
- Pour une grammaire du discours. Élaboration d'une méthode; exemples d'applications[45]
- Sur la syntaxe du récit oral[46]

#### La lexicométrie et la lexicologie
- Le vocabulaire des confédérations syndicales ouvrières : une analyse des corrélations[47]
- Le vocabulaire des confédérations syndicales ouvrières : une analyse des spécificités[48]
- La Parole syndicale : étude du vocabulaire confédéral des centrales ouvrières françaises[49], étude réalisée entre 1971 et 1976 par le Groupe de Saint-Cloud, PUF, 1982, Jean-Pierre Sueur a publié, en collaboration avec Alain Bergounioux, Michel-François Launay, René Mouriaux et Maurice Tournier

### Travaux sur Charles Péguy
Jean-Pierre Sueur a publié vingt deux articles sur l'œuvre de Charles Péguy (natif d'Orléans), qui portent essentiellement sur son écriture, son style, sa poétique et les rapports, dans ses écrits, en vers comme en prose, entre « poétique et polémique ».

#### Ouvrage
- Charles Péguy ou les vertiges de l'écriture, éditions du Cerf, 2021[50]

#### Articles
- Les rythmes d'Ève, L'Amitié Charles Péguy n°22, avril 1983[51]
- Pour une poétique d'Ève, L'Amitié Charles Péguy n°36, octobre 1986[52]
- Péguy et la révolution, L'Amitié Charles Péguy n°49, janvier 1990, en collaboration avec Julie Sabiani[53]
- Péguy et Orléans, L'Amitié Charles Péguy n°54, avril 1991, en collaboration avec Julie Sabiani[54]
- Péguy et les totalitarismes, L'Amitié Charles Péguy n°63, juillet 1993, en collaboration avec Julie Sabiani[55]
- L'écriture poétique dans la première "Jeanne d'Arc" de Charles Péguy, Mémoires de l'Académie d'Orléans, 1998[56]
- Une relecture de "Notre jeunesse", Le Porche n°3, 1998[57]
- La première Jeanne d'Arc, Genèse d'une écriture, L'Amitié Charles Péguy n°82, avril 1998
- Un débat difficile, Le Porche n°8, colloque, décembre 2001[58]
- Ce que disait Clio, L'Amitié Charles Péguy n°100, octobre 2002[59]
- Ève : les vertiges de l'écriture, colloque du 3 décembre 2006, Paris, sur "L'Ève de Charles Péguy",
- Ève, le monde moderne et l'art en contrepoint, publié dans : Péguy au L'coeur : de George Sand à Jean Giono, éditions Klincksieck, mai 2011[60]
- Ramuz, lecteur de Péguy, Les Amis de Ramuz n°35, mars 2014[61]
- Dictionnaire Charles Péguy, sous la direction de Salomon Malka : "Jaurès", "Poésie", "Socialisme", 2018[62]
- Dialogue entre Jean-Pierre Sueur et Éric Thiers sur l’écriture de Charles Péguy, L’Amitié Charles Péguy, 04/2022
- Avant-propos de La Loire de Charles Péguy, éditions La Guêpine, 2022[63]
- Dialogue entre Jean-Pierre Sueur et Yann Moix, Année Zéro n°2, 11/2022
- Péguy est-il illisible ?, Renaissance de Fleury, décembre 2022[64]
- La Loire de Péguy, Renaissance de Fleury, décembre 202265
- Péguy, le droit, la vérité, la justice. Revue Droit et Littérature, n°7, 2023
- À Propos d'Ève : Quand Péguy nous livre son art poétique, colloque sur Péguy et la poésie, 01/2024, paru dans l’Amitié Charles Péguy, n• 183-184
- À propos de 12 lettres inédites de Péguy à Paul Meunier, Amitié Charles Péguy n°181, 01/2024

## Livres
- Jean-Paul Ciret et Jean-Pierre Sueur, Les étudiants, la politique et l'Église : une impasse ?, Paris, Fayard, coll. « Points chauds », 1970, 144 p.
- Alain Bergounioux, Michel-F. Launay, René Mouriaux, Jean-Pierre Sueur et Maurice Tournier, La parole syndicale, Paris, Presses universitaires de France, 1982, 270 p.
- Jean-Pierre Sueur, Changer la ville : pour une nouvelle urbanité, Paris, éditions Odile Jacob, 1999, 215 p. (ISBN 978-2-7381-0706-0, lire en ligne) : adaptation du précédent
- Jean-Pierre Sueur, L'aide personnalisée à l'autonomie : un nouveau droit fondé sur le principe d'égalité, Paris, La documentation française, coll. « Collection des rapports officiels », 2000, 189 p. (ISBN 978-2-11-004648-2) : rapport remis au Ministre de l'emploi et de la solidarité
- Jean-Pierre Sueur, Aimez-vous Orléans ? : chroniques 1989-2001, Romorantin-Lanthenay, Communication Presse éditions, 2005, 267 p. (ISBN 978-2-84503-348-1) : colligeant un certain nombre de chroniques rédigées entre 1989 et 2001 dans le bulletin municipal de la ville
- Jean-René Lecerf et Jean-Pierre Sueur, Rapport d'information sur le bilan et les perspectives de la législation funéraire, Paris, Sénat français, 2006 (lire en ligne) : rapport d'information no 372 écrit au nom de la commission des lois et de la mission d'information de la commission des lois, déposé le 31 mai 2006
- Hugues Portelli et Jean-Pierre Sueur, Sondages et démocratie : pour une législation plus respectueuse de la sincérité des débats politiques, Paris, Sénat français, 2010 (lire en ligne) : rapport d'information no 54 écrit au nom de la commission des lois, déposé le 20 octobre 2010
- Jean-Pierre Sueur, Villes du futur, futur des villes : quel avenir pour les villes du monde ?, t. 1, Paris, Sénat français, 2011 : rapport d'information no 594 pour la délégation à la prospective du Sénat déposé le 9 juin 2011 ; Tome 1 : enjeux, tome 2 : analyses, tome 3 : débats.
- Jean-Pierre Sueur, Victor Hugo au Sénat, Corsaire Editions, 2018, 140 pages  (ISBN 9782368001127)[65]
- Jean-Pierre Sueur, Étienne Dolet, Jean Jaurès et le combat pour la souveraine liberté de l'esprit, préface de Le Martyr d'un libre-penseur : Étienne Dolet, par Jean Jaurès, Éditions La Guêpine, 2019, 62 pages[66].
- Jean-Pierre Sueur, Charles Péguy ou les vertiges de l'écriture, Éditions du Cerf, 2021[67]
- Jean-Pierre Sueur, « Une journée singulière. Autopsie politique », Éditions Odile Jacob, 2024.

## Rapports parlementaires
- Jean-Pierre Sueur, Changer la retraite : propositions pour le développement du volontariat des pré-retraités et retraités, Paris, La documentation française, coll. « Collection des rapports officiels », 1984, 118 p. (ISBN 978-2-11-001381-1) : rapport remis au Premier ministre.
- Jean-Pierre Sueur, Demain, la ville, Paris, La documentation française, 1998, 621 p. : rapport en deux tomes présenté au ministre de l'Emploi et de la Solidarité.